# Autocunnilingus
Autocunnilingus is een seksuele handeling waarbij een vrouw zichzelf beft. Het is een vorm van masturbatie en alleen mogelijk bij een bijzondere lenigheid van het lichaam.

## De techniek

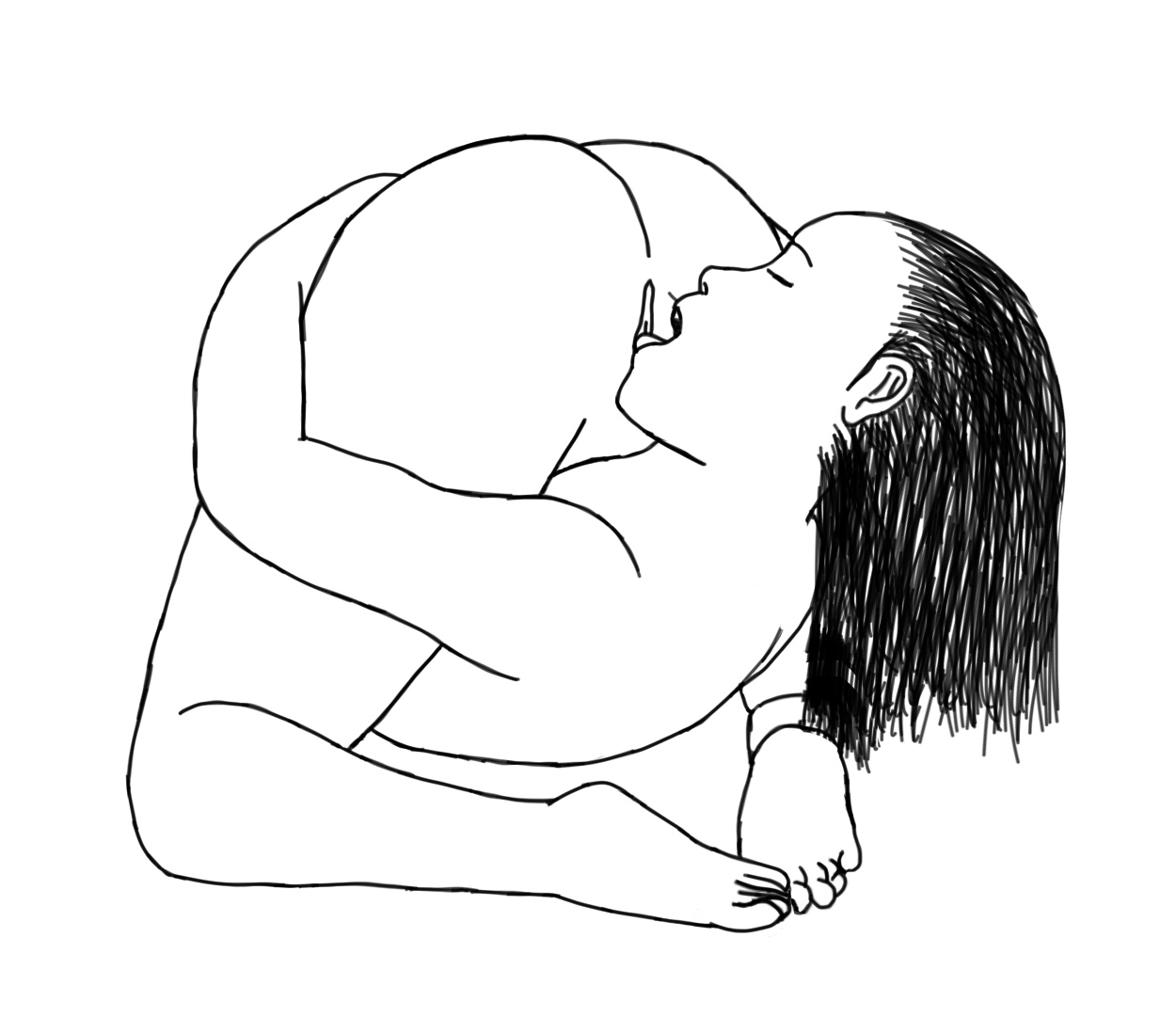
Een artistieke afbeelding van een vrouw die autocunnilingus uitvoert

Als iemand eenmaal in staat is haar schaamstreek te bereiken met de mond, zijn er verschillende manieren om autocunnilingus uit te voeren. Met de tong rondjes draaien rond de clitoris of de binnenste schaamlippen geheel of gedeeltelijk met de mond te beroeren.

## Variaties
Autocunnilingus is in een aantal posities mogelijk, door sterk voorover te buigen of door in koprolpositie te gaan liggen. Het gekruist leggen van de benen achter de nek kan het krommen van de rug ondersteunen. Het vereist veel lenigheid; veel vrouwen kunnen geen autocunnilingus uitvoeren, omdat ze simpelweg met hun tong hun schaamstreek niet kunnen bereiken.